# Plamedi Nsingi
Plamedi Nsingi Mbala (* 17. Dezember 2000 in Kinshasa) ist ein kongolesisch-französischer Fußballspieler, der aktuell beim FC Nantes in der Ligue 1 spielt.

## Karriere

### Verein
Nsingi spielte in seiner Jugend unter anderem bei der AS Vita Club. Anschließend spielte er für die Saison 2021/22 in der Régional 1 bei der AS Audincourt, wo er 19 Saisontore schoss. Im Sommer 2022 wechselte er zum Viertligisten Jura Sud Foot. Hier absolvierte er in seiner ersten Spielzeit 2022/23 zwölf Partien, wobei er zweimal traf. In der Hinrunde der Saison 2023/24 schoss er schon vier Tore in acht Spielen. Daraufhin absolvierte er im November 2023 ein Probetraining beim Zweitligisten FC Annecy, wurde aber nicht unter Vertrag genommen.
Anderthalb Monate später schloss er sich der Zweitmannschaft des Erstligisten FC Nantes an. Dort fand er sich gut ein und schoss fünf Tore im Rest der Fünftligasaison. Nach weiteren Reservespielen debütierte Nsingi am 19. Januar 2025 (18. Spieltag) bei einem 1:1-Unentschieden gegen die AS Saint-Étienne in der Ligue 1, als er in der 71. Minute eingewechselt und in der 87. Minute wieder ausgewechselt wurde.

### Nationalmannschaft
Nsingi traf 2016 dreimal in drei Spielen für die kongolesische U17-Nationalmannschaft und 2018 einmal in weiteren drei Partien für das U20-Team.